# Bentley Blizzard
Pour les articles homonymes, voir Bentley et Blizzard.
 (juin 2024).
La Bentley Blizzard est un concept car coupé cabriolet de 1950 du constructeur automobile britannique Bentley (filiale de Rolls-Royce).

## Historique
Ce concept car coupé cabriolet est conçu en 1950 par Ivan Evernden, chef de projet Rolls-Royce, et par la designer Rolls-Royce Cecily Jenner, pour succéder aux Bentley Mark VI (1946) et pour rivaliser avec la Jaguar XK120 (1948). Ce concept car inspire quelques-unes des carrosseries des modèles suivants Bentley Continental R Type (1952) et Bentley Continental S1 (1955).

Quelques modèles Bentley Continental
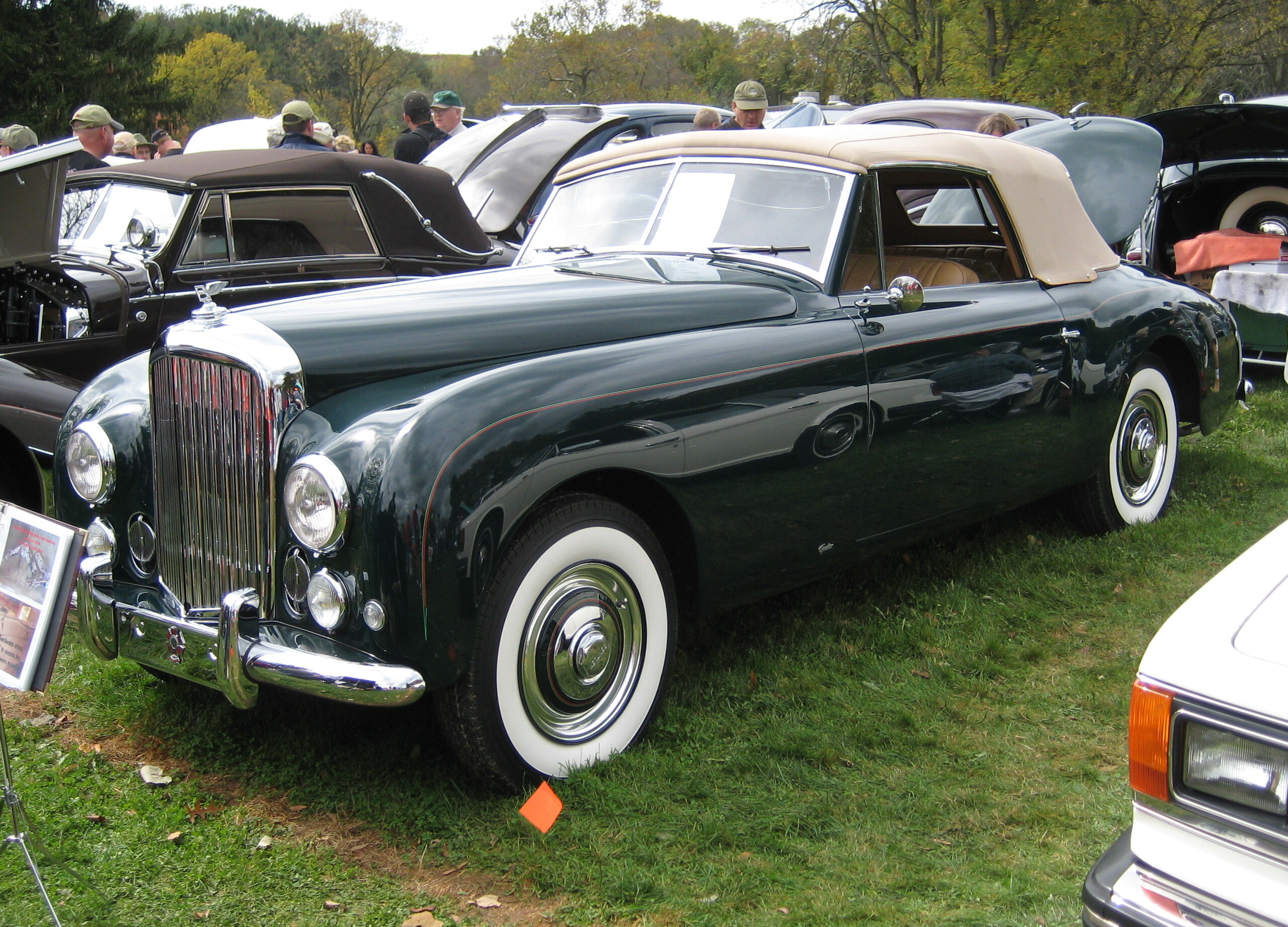
Bentley Continental R Type Graber (1951)
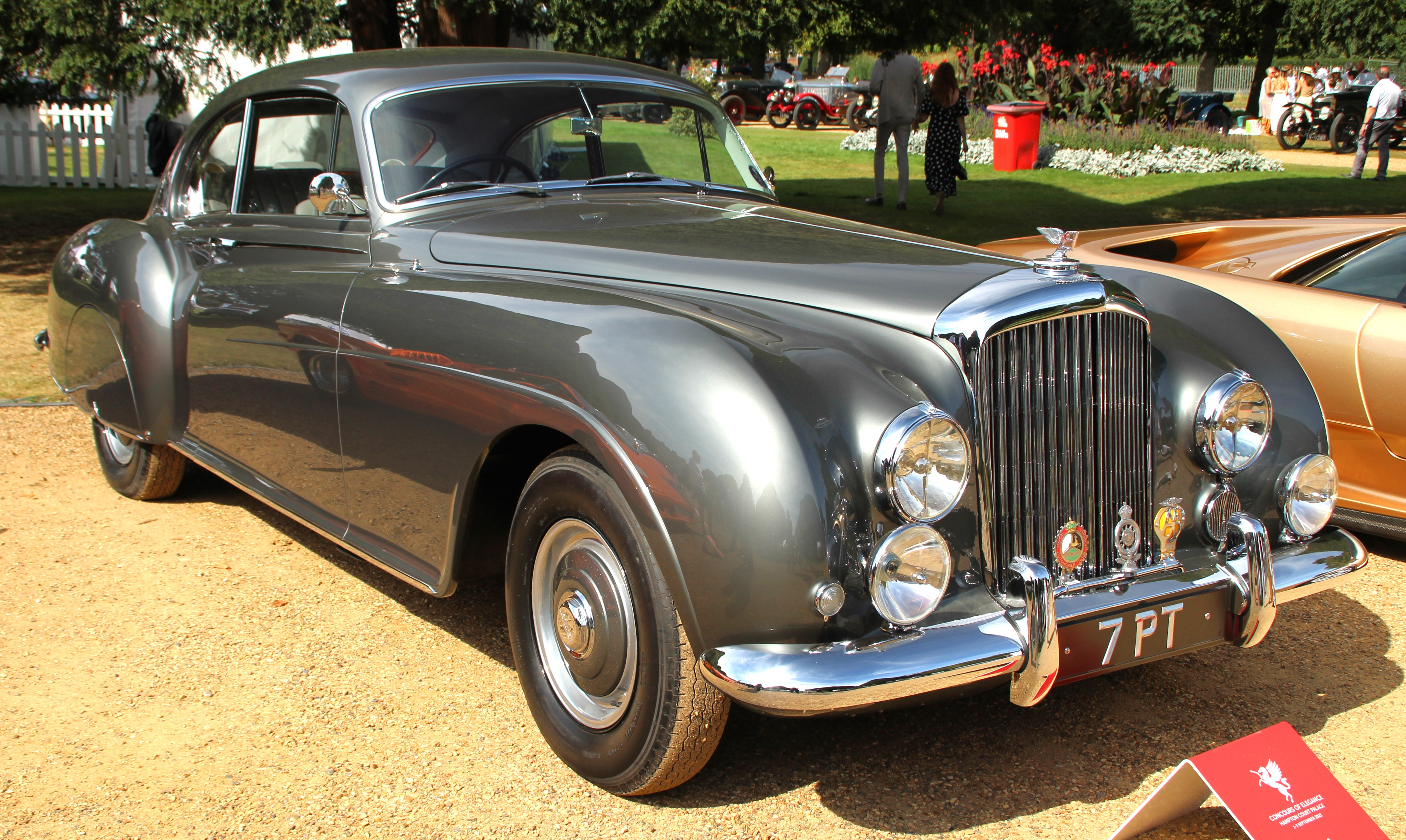
Bentley Continental R Type (1953)
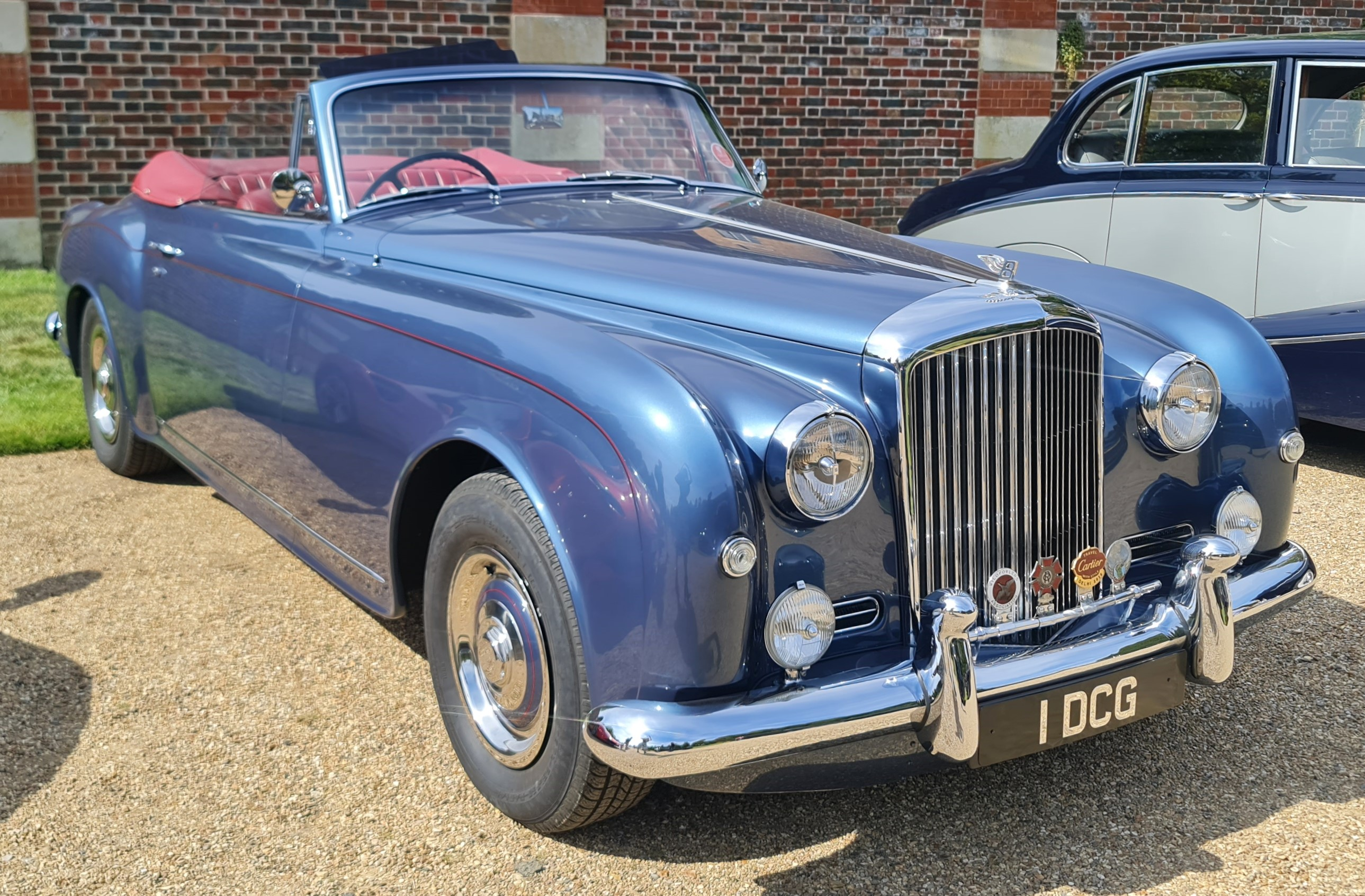
Bentley Continental S1 Park Ward (en) (1958)

## Répliques
Le modèle original n'existant plus, la société britannique Blizzard Motor Cars de Coventry fabrique et commercialise ce modèle à une quinzaine de répliques, à partir de 2015,,,,,,.